# Kazkovîi (monument al naturii)
Kazkovîi (în ucraineană Казковий) este un monument al naturii de tip botanic de importanță locală din raionul Bârzula, regiunea Odesa (Ucraina), situat în satul Borș. Este administrat de Școala gimnazială din localitate.
Suprafața ariei protejate constituie 0,61 de hectare, fiind creată în anul 1993 prin decizia comitetului executiv regional.